# Kars (circonscription électorale)
Pour les articles homonymes, voir Kars (homonymie).
La circonscription électorale de Kars correspond à la province du même nom et envoie trois députés à la Grande assemblée nationale de Turquie.

## Composition
La circonscription de Kars est divisée en 8 districts (ilçe). Chaque district est composé d'un chef-lieu et de municipalités (communes et villages).

## Résultats électoraux

### Élections législatives de 2018
| Partis                   | Partis                                        | Voix    | %     | Sièges | +/-           | Élus                        |
| ------------------------ | --------------------------------------------- | ------- | ----- | ------ | ------------- | --------------------------- |
|                          | Parti de la justice et du développement (AKP) | 55 911  | 37,91 | 2      |               | Ahmet Arslan et Yunus Kılıç |
|                          | Parti démocratique des peuples (HDP)          | 47 052  | 31,90 | 1      | en stagnation | Ayhan Bilgen                |
|                          | Parti républicain du peuple (CHP)             | 21 132  | 14,33 | 0      | en stagnation |                             |
|                          | Le Bon Parti (İYİ)                            | 10 853  | 7,36  | 0      | Nv.           |                             |
|                          | Parti d'action nationaliste (MHP)             | 10 664  | 7,23  | 0      | en stagnation |                             |
|                          | Parti de la félicité (SP)                     | 1 012   | 0,69  | 0      | en stagnation |                             |
|                          | Parti de la cause libre (HÜDA PAR)            | 430     | 0,29  | 0      | en stagnation |                             |
|                          | Parti patriote (VATAN)                        | 426     | 0,29  | 0      | en stagnation |                             |
|                          |                                               |         |       |        |               |                             |
| Total                    | Total                                         | 147 480 | 100   | 3      | en stagnation | -                           |
| Inscrits / participation | Inscrits / participation                      | 182 194 | 80,94 |        |               |                             |

### Élections législatives de 2023
| Partis                   | Partis                                        | Voix    | %     | Sièges | +/-           | Élus                    |
| ------------------------ | --------------------------------------------- | ------- | ----- | ------ | ------------- | ----------------------- |
|                          | Parti de la gauche verte (YSP)                | 40 710  | 27,87 | 1      | en stagnation | Gülüstan Kılıç Koçyiğit |
|                          | Parti de la justice et du développement (AKP) | 37 662  | 25,78 | 1      | 1             | Adem Çalkın             |
|                          | Parti républicain du peuple (CHP)             | 24 090  | 16,49 | 1      | 1             | İnan Akgün Alp          |
|                          | Le Bon Parti (İYİ)                            | 21 728  | 14,87 | 0      | en stagnation |                         |
|                          | Parti d'action nationaliste (MHP)             | 14 211  | 9,73  | 0      | en stagnation |                         |
|                          | Nouveau parti de la prospérité (YRP)          | 2 852   | 1,95  | 0      | Nv.           |                         |
|                          | Parti de la grande unité (BBP)                | 880     | 0,60  | 0      | en stagnation |                         |
|                          | Parti de la patrie (M)                        | 793     | 0,54  | 0      | Nv.           |                         |
|                          | Parti de gauche (SOL)                         | 753     | 0,52  | 0      | en stagnation |                         |
|                          | Parti de la justice (AP)                      | 399     | 0,27  | 0      | Nv.           |                         |
|                          | Parti de la justice et de l'unité (AB)        | 368     | 0,25  | 0      | Nv.           |                         |
|                          | Parti communiste de Turquie (TKP)             | 223     | 0,15  | 0      | en stagnation |                         |
|                          | Parti de libération du peuple (HKP)           | 187     | 0,13  | 0      | en stagnation |                         |
|                          | Parti jeune (GP)                              | 178     | 0,12  | 0      | en stagnation |                         |
|                          | Parti de l'union du pouvoir (GBP)             | 169     | 0,12  | 0      | Nv.           |                         |
|                          | Parti patriote (VATAN)                        | 162     | 0,11  | 0      | en stagnation |                         |
|                          | Parti des travailleurs de Turquie (TIP)       | 140     | 0,10  | 0      | en stagnation |                         |
|                          | Parti des droits et libertés (HAK)            | 134     | 0,09  | 0      | en stagnation |                         |
|                          | Parti de la route nationale (MYP)             | 119     | 0,08  | 0      | Nv.           |                         |
|                          | Parti de la nation (MP)                       | 117     | 0,08  | 0      | en stagnation |                         |
|                          | Parti de l'innovation (YP)                    | 79      | 0,05  | 0      | Nv.           |                         |
|                          | Mouvement communiste (TKH)                    | 78      | 0,05  | 0      | Nv.           |                         |
|                          | Parti de la victoire (ZP)                     | 48      | 0,03  | 0      | Nv.           |                         |
|                          | Parti de la mère patrie (ANAP)                | 4       | 0,00  | 0      | en stagnation |                         |
|                          |                                               |         |       |        |               |                         |
| Total                    | Total                                         | 146 084 | 100   | 3      | en stagnation | -                       |
| Inscrits / participation | Inscrits / participation                      | 185 096 | 79,56 |        |               |                         |